# John Riccitiello
John Riccitiello es un ejecutivo de negocios estadounidense que se desempeñó hasta 2023 como director ejecutivo (CEO) de Unity Technologies . Anteriormente, se desempeñó como director ejecutivo, director de operaciones y presidente de Electronic Arts, y cofundó la firma de capital privado Elevation Partners en 2004. Riccitiello ha formado parte de varias juntas directivas de empresas, incluidas las de la Entertainment Software Association, la Entertainment Software Rating Board, la Escuela de Negocios Haas y la Escuela de Artes Cinematográficas de la Universidad del Sur de California.

## Primeros años y educación
John Riccitiello nació en Erie, Pensilvania. Obtuvo su licenciatura en Ciencias de la Escuela de Negocios Haas de la Universidad de California en Berkeley, en 1981.

## Carrera
Al principio de su carrera, Riccitiello trabajó en Clorox y PepsiCo, y se desempeñó como director general de la división Häagen-Dazs de Grand Metropolitan. Fue nombrado presidente y director ejecutivo (CEO) de Wilson Sporting Goods, así como presidente de MacGregor Golf, a finales de 1993. Luego se desempeñó como presidente y director ejecutivo de la unidad Sara Lee Bakery Worldwide de Sara Lee Corporation, de marzo de 1996 a septiembre de 1997.
Riccitiello se unió a la empresa de videojuegos Electronic Arts (EA) en octubre de 1997, inicialmente como presidente y director de operaciones hasta 2004. Dejó la empresa para cofundar y ser socio de Elevation Partners, una firma de capital privado especializada en negocios de entretenimiento y medios, junto con Roger McNamee y Bono. Riccitiello regresó a EA para desempeñarse como director ejecutivo desde febrero de 2007 hasta marzo de 2013, cuando la junta directiva aceptó su renuncia debido al desempeño financiero de la empresa. Después de EA, trabajó como asesor de empresas emergentes y se convirtió en uno de los primeros inversores en Oculus VR.
Riccitiello se convirtió en director ejecutivo de Unity Technologies a finales de 2014, donde anteriormente fue consultor y se unió a la junta directiva de la empresa de tecnología en noviembre de 2013. Durante su mandato, ha supervisado dos rondas de recaudación de fondos, recaudando 181 millones de dólares en 2016 y 400 millones de dólares en 2017. También ha trabajado para incorporar el motor de videojuegos Unity al kit de desarrollo de software de Oculus. Riccitiello ha liderado esfuerzos para desarrollar el uso de las herramientas de software de Unity más allá de los videojuegos, en industrias como el diseño automotriz, la construcción y la cinematografía.

### Juntas directivas
Riccitiello presidió la Entertainment Software Association y la Entertainment Software Rating Board a principios de la década de 2010. Ha formado parte de la junta directiva de la Escuela de Negocios Haas, así como de la junta directiva de la Escuela de Artes Cinematográficas de la Universidad del Sur de California.

## Reconocimiento
Riccitiello ocupó el puesto 39 en la lista ' Sports Illustrated de 2013 de las "50 personas más poderosas en los deportes".

## Litigio
El 5 de junio de 2019, Anne Evans, exvicepresidenta de recursos humanos de Unity Technologies, presentó una demanda por acoso sexual y despido injustificado contra la empresa, afirmando que Riccitiello la acosó sexualmente. Unity Technologies respondió que las acusaciones de Evans eran falsas y que la habían despedido por mala conducta y falta de juicio.
El 10 de septiembre de 2019, el Tribunal Superior de California emitió una orden judicial que concedió la moción de Unity para obligar al arbitraje y suspender todos los procedimientos.

## Vida personal
Riccitiello tiene dos hijas, un hijastro, una hijastra y ha vivido en varias ciudades por motivos de trabajo, incluidas las ciudades estadounidenses de Birmingham (Alabama), Chicago, Nueva York y San Francisco, así como Düsseldorf, Londres, Nicosia y París. Ha sido descrito como "políticamente activo", y donó a la campaña presidencial de Barack Obama en 2008. Riccitiello pronunció un discurso de graduación en su alma mater en 2011.

## Lectura adicional
- «Jeff Bezos; John Riccitiello». Charlie Rose. PBS. 27 de junio de 2001.
- Bryant, Adam (26 de noviembre de 2011). «Electronic Arts' Chief, on Painting a Consistent Picture». The New York Times.
- Gaudiosi, John (2 de agosto de 2013). «Ex-EA CEO Riccitiello still believes in games». Fortune.

- Datos: Q572306
- Multimedia: John Riccitiello / Q572306